# PG 0026+129
PG 0026+129 ou PGC 1790 est une lointaine galaxie de Seyfert de type 1. Elle est le siège d'un quasar radio-silencieux qui ne montre pas de variabilité dans le domaine des rayons X (0,2 à 6 keV).
Cette galaxie se situe dans la constellation des Poissons à ∼ 1,96 milliards d'a.l. (∼ 601 Mpc),.

## Trou noir supermassif

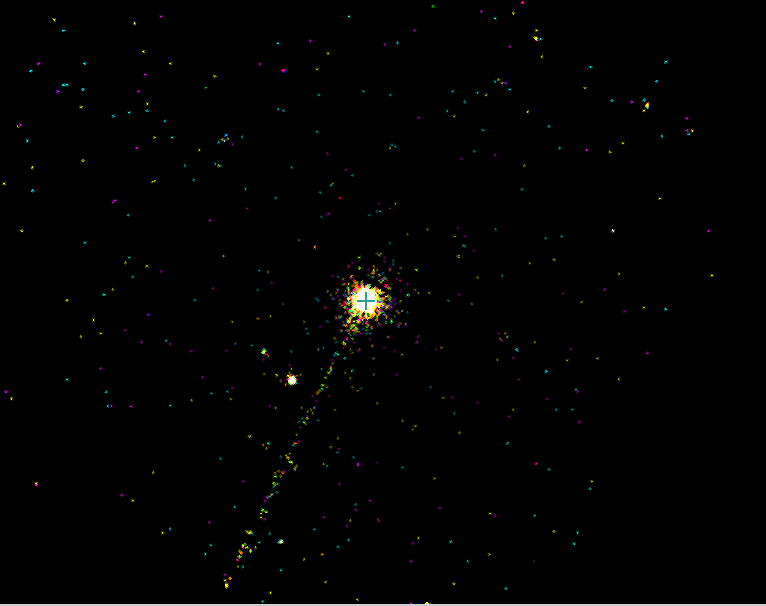
, cette image a été prise par le XMM-Newton.

Le trou noir supermassif qui siège au centre de PG 0026+129 possède une masse calculée de 2,89+0,60
 −0,69 × 107 M☉ (soit 28,9 millions de masses solaires). Une estimation plus ancienne, de 2000, lui estimait une masse de 53,7 millions de masses solaires. 